# Spútnik
|  | Per a altres significats, vegeu «Sputnik». |

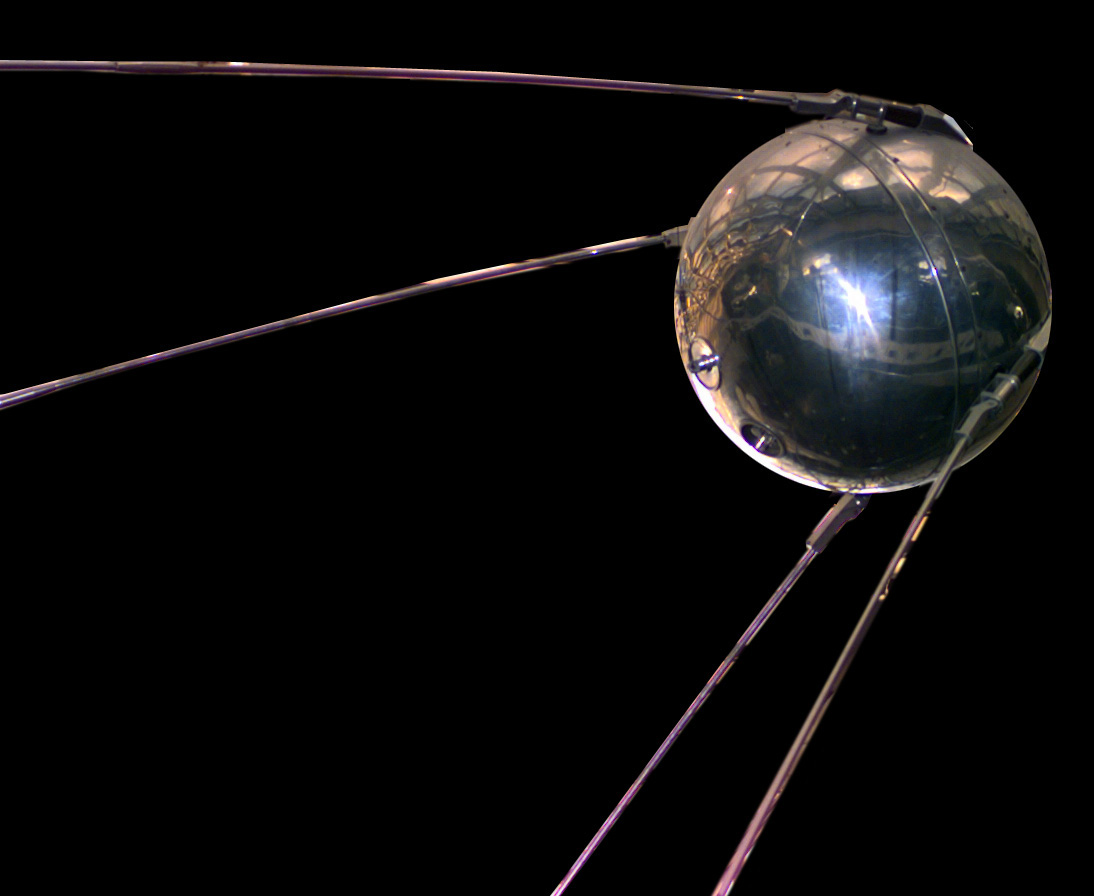
Rèplica de l'Spútnik 1

El programa Spútnik (en rus: Спу́тник) formava part d'una sèrie de missions espacials no tripulades llançades per la Unió Soviètica a finals dels anys 1950 per demostrar la viabilitat dels satèl·lits artificials en òrbita terrestre. El nom "Spútnik" ve del rus i significa, en aquest context, "satèl·lit".
- L'Spútnik 1 fou llençat el 4 d'octubre de 1957.
- L'Spútnik 2 es va llençar uns mesos després portant a bord el primer passatger viu, una gossa anomenada Laika. Els plans no incloïen un retorn segur, cosa que va fer de Laika la primera víctima de l'espai.
- El primer intent de llençar L'Spútnik 3 va fallar, el 3 de febrer de 1958; però el segon el 15 de maig va ser tot un èxit, transportant tota una sèrie d'aparells d'investigació geofísica. La gravadora que portava va fallar, fent impossible mesurar la radiació dels cinturons de Van Allen.
- L'Spútnik 4 es va posar en òrbita dos anys després, el 15 de maig de 1960.
- L'Spútnik 5 va ser llançat el 19 d'agost del mateix any, portant a bord els gossos Belka i Strelka, 40 ratolins, 2 rates i diverses plantes. La nau va tornar un dia després amb tots els animals sans i estalvis.

Tots els Spútnik van ser posats en òrbita pel vehicle de llançament R-7, dissenyat originàriament per a dur míssils balístics. La sorpresa del llançament de l'Spútnik 1, seguit de la fallada espectacular dels primers llançaments del projecte americà Vanguard, va impactar als Estats Units, els quals van respondre de seguida amb el llançament de diversos satèl·lits incloent-hi els del Projecte Explorer. Aquest èxit dels russos va accelerar la creació de la NASA (National Aeronautics and Space Agency) i va ocasionar una pujada d'inversions per part del govern dels EUA en recerca i educació científica.